# Браян Гарсія
Браян Гарсія (ісп. Brayan García, нар. 26 березня 1993, Катакамас) — гондураський футболіст, захисник клубу «Ді Сі Юнайтед».
Виступав, зокрема, за клуб «Мотагуа», а також олімпійську збірну Гондурасу.

## Клубна кар'єра
У дорослому футболі дебютував 2013 року виступами за команду клубу «Мотагуа», в якій провів один сезон, взявши участь лише у 1 матчі чемпіонату. 
До складу клубу «Віда» приєднався 2015 року. Відтоді встиг відіграти за клуб з Ла-Сейби 27 матчів в національному чемпіонаті.
2017 приєднався до клубу МЛС «Ді Сі Юнайтед».

## Виступи за збірні
2016 року захищав кольори олімпійської збірної Гондурасу. У складі цієї команди провів 6 матчів. У складі збірної — учасник футбольного турніру на Олімпійських іграх 2016 року у Ріо-де-Жанейро.
2015 року дебютував в офіційних матчах у складі національної збірної Гондурасу. Наразі провів у формі головної команди країни 8 матчів.
У складі збірної був учасником розіграшу Золотого кубка КОНКАКАФ 2015 року у США і Канаді.

## Статистика виступів

### Статистика клубних виступів
| «Мотагуа» Гондурас                                                              | 1.ª               | 2011/12           | 5  | 0 | 0 | 0 | 2 | 0 | 7  | 0 |
| «Мотагуа» Гондурас                                                              | 1.ª               | 2012/13           | 0  | 0 | 0 | 0 | 0 | 0 | 0  | 0 |
| «Мотагуа» Гондурас                                                              | 1.ª               | 2013/14           | 1  | 0 | 0 | 0 | 0 | 0 | 1  | 0 |
| «Мотагуа» Гондурас                                                              | Разом             | Разом             | 6  | 0 | 0 | 0 | 2 | 0 | 8  | 0 |
| «Віда» Гондурас                                                                 | 1.ª               | 2014/15           | 8  | 0 | 0 | 0 | 0 | 0 | 8  | 0 |
| «Віда» Гондурас                                                                 | 1.ª               | 2015/16           | 14 | 0 | 0 | 0 | 0 | 0 | 14 | 0 |
| «Віда» Гондурас                                                                 | 1.ª               | 2016/17           | 5  | 0 | 0 | 0 | 0 | 0 | 5  | 0 |
| «Віда» Гондурас                                                                 | Разом             | Разом             | 27 | 0 | 0 | 0 | 0 | 0 | 27 | 0 |
| Ді Сі Юнайтед США                                                               | 1.ª               | 2017              | 0  | 0 | 0 | 0 | 0 | 0 | 0  | 0 |
| Ді Сі Юнайтед США                                                               | Разом             | Разом             | 0  | 0 | 0 | 0 | 0 | 0 | 0  | 0 |
| Усього за кар'єру                                                               | Усього за кар'єру | Усього за кар'єру | 33 | 0 | 0 | 0 | 2 | 0 | 35 | 0 |
| (1) враховує матчі Кубка Гондурасу. (2) враховує матчі Ліги чемпіонів КОНКАКАФ. |                   |                   |    |   |   |   |   |   |    |   |

## Титули і досягнення
- Переможець Центральноамериканського кубка: 2017